# KH-5
KH-5・アルゴン（KH-5 ARGON）とは、アメリカ合衆国が1961年1月から1964年8月にかけて打ち上げた一連の偵察衛星のコードネームである。KH-5はコロナ・シリーズと同様に運用された。写真フィルムを格納した大気圏再突入用カプセルを投下し、それを空中回収することで敵性国家の情報を得ていた。少なくとも12回の打ち上げが実施されたが、うち7回は失敗におわってしまった。人工衛星本体はロッキードで製造された。ヴァンデンバーグ空軍基地から、ソー・アジェナ打ち上げ用ロケットを用いて、ペイロードをアジェナに組み込んだ状態で打ち上げられた。

## ペイロード
衛星には1,150キログラムから1,500キログラムまでと、質量がそれぞれ違う複数のバージョンがあった。少なくとも2回のミッションで、ELINT用の小型衛星をピギーバック衛星として一緒に積み込んでいた。衛星の地上解像度は140メートルで、軌道に沿って衛星が撮影する画像の幅は556キロメートルであった。搭載カメラの焦点距離は76ミリメートルであった。他の偵察衛星による画像と比較して比較的低解像度の衛星画像を撮影できる、この衛星のカメラシステムの使用方法は、地図製作に使われるためであった。これは、元々は、セイモス偵察衛星の任務として計画されていたものの内の一つだった。セイモスシリーズは"E-4"カメラを搭載して地上を撮影するはずだったのだが、すぐに計画をキャンセルされた。KH-5シリーズの衛星は、およそ週間以内の各任務に就いている間に地表の写真を撮り、そののちにフィルムをカプセルに入れ、それだけを地上へと帰還させたものだった。
この衛星は、KH-2からKH-4Aまでのコロナ・シリーズとKH-6・ランヤード（Lanyard）画像偵察衛星が使用されているのと同じ時期に就役していた。このアルゴン偵察衛星の後任はKH-4BおよびKH-7である。アルゴンシリーズが撮り、回収に成功した3回のミッションに写っていた写真の中には、世界で初めて南極大陸を宇宙から写したものが入っている。

## 打ち上げ記録
| 名称       | 打ち上げ日時 | NSSDC ID  | 別名          | 別名            | 質量 (kg) | 軌道離脱日時 | 備考                                                           |
| ---------- | ------------ | --------- | ------------- | --------------- | --------- | ------------ | -------------------------------------------------------------- |
| KH-5 9014A | 1961-02-17   | 1961-005A | Discoverer 20 | 1961 Epsillon   | 1100      | 1962-07-28   | 写真フィルムカプセルの放出なし。                               |
| KH-5 9016A | 1961-04-08   | 1961-011A | Discoverer 23 | 1961 Lambda     | 1150      | 1962-04-16   | 写真フィルムカプセルを間違った軌道へ放出したため、回収不可能。 |
| KH-5 9018A | 1961-06- 8   | DISC24    | Discoverer 24 | 1961-F05        | 1150      | ---          | 軌道投入失敗。                                                 |
| KH-5 9020A | 1961-07-21   | DISC27    | Discoverer 27 | 1961-F07        | 1150      | ---          | 軌道投入失敗。                                                 |
| KH-5 9034A | 1962-05-15   | 1962-018A | FTV 1126      | 1962 Sigma      | 1150      | 1962-06-20   | 成功。                                                         |
| KH-5 9042A | 1962-09- 1   | 1962-044A | FTV 1132      | 1962 A Upsillon | 1150      | 1962-10-01   | 写真フィルムカプセルは沈没。回収できず。                       |
| KH-5 9046A | 1962-10- 9   | 1962-053A | FTV 1134      | 1962 B Epsillon | 1500      | 1962-10-17   | 成功。                                                         |
| KH-5 9055A | 1963-04-26   | 1963-F07  | OPS 1008      | 1963-F07        | 1150      | ---          | 軌道投入失敗。                                                 |
| KH-5 9058A | 1963-08-29   | 1963-035A | OPS 1561      | 1963-035        | 1000      | 1963-09-30   | 成功； 電子諜報用副衛星（ELINT subsatellite）を放出。          |
| KH-5 9059A | 1963-10-29   | 1963-042A | OPS 2437      | 1963-042        | 1500      | 1963-11-29   | 成功； 電子諜報用副衛星を放出。                                |
| KH-5 9065A | 1964-06-13   | 1964-030A | OPS 3236      | 1964-030        | 1500      | 1964-07-14   | 成功。                                                         |
| KH-5 9066A | 1964-08-21   | 1964-048A | OPS 2739      | 1964-048        | 1500      | 1964-09-20   | 成功。                                                         |